# Ainhoa Alguacil
Ainhoa Alguacil Amores (Burjasot, 8 de enero de 2006) es una jugadora de fútbol española. Desempeña la función de centrocampista en el Valencia CF y cuenta con el récord de ser la jugadoras más joven en la historia del club en debutar en la Primera División Femenina después de estrenarse frente al Levante UD en un partido en mayo de 2022. Además, se proclamó Campeona del Mundo al vencer con España en la Copa Mundial Femenina Sub-17 de 2022.

## Carrera futbolística
Ainhoa comenzó sus pasos en el fútbol desde una edad muy temprana. Con apenas tres años, la jugadora valenciana ya demostraba su pasión por el fútbol y comenzó jugando en el club de Burjassot de Los Silos CF en la escuela de Los Silos. Tras sus inicios en el club de su pueblo, el Valencia CF llama a su puerta con apenas ocho años para entrar a formar parte de su cantera.
Después de tres años en la cantera valencianista, en la que se asentó como una de las principales promesas de la comunidad, la Selección Valenciana la llama por primera vez para entrar en su equipo. Ahí empezó a jugar y se consolidó como capitana y siguió participando en multitud de torneos, llegando hasta la sub-17.
Con 15 años debuta en Primera División con el Valencia. Lo hace en mayo de 2022 en un derbi contra el Levante, siendo la jugadora más joven en hacerlo en la historia del club.

## Selección nacional
Vistiendo la camiseta de España ya ha levantado trofeos. A comienzos de 2022 se proclama campeona del Torneo de Desarrollo de la UEFA Sub-16 en un torneo celebrado en Portugal y, en octubre de ese mismo año, se hizo con el título de Campeona del Mundo Sub-17 al vencer en la final del torneo celebrado en la India a Colombia.